# Farkas Balázs (labdarúgó, 1979)
Farkas Balázs, (Győr, 1979. október 15. –) négyszeres válogatott labdarúgó, középpályás. Egyszeres magyar bajnok, egyszeres Magyar Kupa győztes, és kétszeres Magyar Ligakupa győztes.

## Pályafutása

### 1996-2005
Szülővárosában kezdte profi pályafutását az ETO-ban. 1996 és 1998 között tizenháromszor szerepelt az első osztályban, de gólt nem sikerült szereznie.
Ezután Sopronra igazolt ahol egy szezont töltött el. Huszonöt meccsen szerepelt és négy gólt szerzett. A Sopron kölcsönadta őt az MTE-Motim gárdájának, 1999-ben. Később a Motim végleg megszerezte őt, de csak egy szezonra sikerült őt Mosonmagyaróváron tartani, utána visszatért az ETO-hoz. 2003-ig szerepelt itt, majd átigazolt az Újpesthez. Második újpesti szezonjában ezüstérmet szerzett csapatával.

### Videoton
2005-ben ismét csapatot váltott, ezúttal az FC Fehérvárhoz igazolt. A 2005/06-os szezonban harmadik lett a Fehérvárral, és 2006-ban Magyar Kupát is nyert, de a döntőben nem lépett pályára. A bajnokságban huszonnégy mérkőzésen lépett pályára és ezeken a találkozókon három gólt szerzett. Első gólját új csapatában, 2005. augusztus 21-én lőtte a Vasasnak. Később betalált még a Pápának és a Kaposvárnak is. Két mérkőzésen is a kiállítás sorsára jutott a szezonban, és hétszer mutatták fel neki a sárga lapot is. Mivel a csapat megnyerte a kupát, így elindulhatott az UEFA-kupa selejtezőjében. Az első fordulóban a kazah Kairat Almaty ellen játszottak, és Farkas mind a két mérkőzést végigjátszotta. A csapata továbbjutott, így játszhattak a svájci Grashoppers ellen. Az első mérkőzésen csereként, míg a második mérkőzésen kezdőként lépett pályára. Csapata kiesett.
A 2006/07-es szezonban hatodik helyen végzett a bajnokságban a székesfehérvári csapat. A bajnokságban huszonkét meccsen szerepelt, egy gólt szerzett. Az egyetlen gólját, a Pécsnek lőtte. A Paks ellen kiállították.
A következő szezonban, a 2007/08-asban ligakupát nyert, a döntők (két összecsapáson dőlt el a kupa sorsa) mindegyikén pályára lépett. A bajnokságban egy hellyel előrébb végzett csapatával mint az előző évben, ezúttal ötödikek lettek. Farkas huszonhét meccsén játszott a csapatának, és egyik legtermékenyebb szezonja volt, hiszen négy gólt szerzett. Egymás utáni három meccsen lőtt gólt, sorrendben: a Vasasnak, a Nyíregyházának, és a Tatabányának. A negyedik gólját később, az utolsó őszi fordulóban, a Zalaegerszegnek lőtte.
A 2008/09-es szezonban újból megnyerte a csapatával a ligakupát és ezúttal is végig játszotta a Pécs ellen vívott döntőt. A bajnokságban a hatodik helyen zártak. Farkas egy mérkőzés híján, az összes bajnoki találkozón pályára lépett, és csak háromszor cserélték be, azaz ennyiszer nem volt csak kezdőjátékos. Három góllal hálálta meg a bizalmat. A góljait a Honvéd, a REAC, és a Kaposvár csapata szenvedte el. Ebben a szezonban, egy szezon kihagyása után, újra a kiállítás sorsára jutott, ezúttal a Loki ellen.
Következett a 2009/10-es szezon, és csapata élére a szövetségi kapitányt, Mezey Györgyöt nevezték ki. Farkas az őszi szezon során tizennégy mérkőzésen pályára lépett, és egy gólt szerzett, a Vasas ellen. Bár ebben az évben még elbukták a bajnoki címet, a következő szezonban már senki sem állíthatta meg a Videotont, és megszerezték a klub történetének első bajnoki címét, ráadásul Farkas volt a csapatkapitány. Ennek ellenére 2011 nyarán távoznia kellett, mert az új edző, Paulo Sousa nem számított rá, és a Vasashoz igazolt.
2012-ben a Kecskemét csapata 1+1 éves szerződést kötött vele.

### A válogatottban
2003-ban Gellei Imre kapitánykodása alatt lett először válogatott, 2003. augusztus 20-án mutatkozott be a válogatottban. A Muraszombaton rendezett Szlovénia elleni idegenbeli barátságos meccsen, Dárdai Pál cseréjeként lépett pályára a hetvenegyedik percben. A mérkőzés 2–1-es szlovén sikerrel záródott. A következő mérkőzése a válogatottban, 2003. november 19-én volt, egy hazai Észtország elleni barátságos meccs. A mérkőzésen csereként állt be, Lendvai Miklós helyett a szünetben, de már nem tudott segíteni a magyar válogatotton, hiszen 1–0-s vereséggel zárták a meccset.
2004-ben már Lothar Matthäus számított Farkasra, aki első 2004-es meccsét, április 25-én játszotta, Zalaegerszegen a japánok ellen,Molnár Balázst váltotta a félidőben. A  mérkőzés 3–2-es magyar sikerrel zárult. Április 28-án játszott a Puskás Ferenc Stadionban a Brazília elleni meccsen, a mérkőzés  magyar szempontból 1–4-es végeredménnyel fejeződött be. Farkas a hatvankilencedik percben állt be, ugyanúgy mint az előző meccsén Molnár helyett.
2009-ben, öt év után újra meghívót kapott a keretbe. A csapat a belgák ellen készült. A labdarúgó először kapott meghívót a válogatottba Erwin Koemantól, a Belgiumba utazás előtt azonban megsérült, így nem utazhatott el a csapattal a mérkőzésre.
A szövetségi kapitányok akiknél pályára lépett:
- Gellei Imre: 2/0
- Lothar Matthäus: 2/0

## Sikerei, díjai
Videoton FC
- Magyar bajnok: 2011
- Magyar bajnoki ezüstérmes: 2010
- bronzérmes: 2005/06
- Magyar Kupa győztes: 2006
- Magyar Ligakupa győztes: 2007/08, 2008/09

## Statisztika

### Mérkőzései a válogatottban
| Magyarország | Magyarország        | Magyarország                    | Magyarország | Magyarország | Magyarország | Magyarország | Magyarország | Magyarország |
| #            | Dátum               | Helyszín                        | Hazai        | Eredmény     | Vendég       | Kiírás       | Gólok        | Esemény      |
| ------------ | ------------------- | ------------------------------- | ------------ | ------------ | ------------ | ------------ | ------------ | ------------ |
| 1.           | 2003. augusztus 20. | Muraszombat                     | Szlovénia    | 2 – 1        | Magyarország | barátságos   | -            | 71'          |
| 2.           | 2003. november 19.  | Budapest, Üllői úti Stadion     | Magyarország | 0 – 1        | Észtország   | barátságos   | -            | a szünetben  |
| 3.           | 2004. április 25.   | Zalaegerszeg, ZTE Aréna         | Magyarország | 3 – 2        | Japán        | barátságos   | -            | a szünetben  |
| 4.           | 2004. április 28.   | Budapest, Puskás Ferenc Stadion | Magyarország | 1 – 4        | Brazília     | barátságos   | -            | 69'          |
|              | Összesen            |                                 |              | 4            | mérkőzés     |              | 0            | gól          |